# Девайн, Рис
Рис Девайн (англ. Reece Devine; родился 18 декабря 2001 года, Стаурбридж, Англия) — английский футболист, защитник клуба «Киддерминстер Харриерс».

## Карьера
Рис Девайн — воспитанник трёх клубов: «Вулверхэмптон Уондерерс», «Манчестер Сити» и «Манчестер Юнайтед», где играл за молодёжные команды. 2 июля 2021 перешёл на правах аренды в «Сент-Джонстон». Свой первый матч в футболке клуба провёл против «Росс Каунти». Всего за клуб сыграл 10 матчей, где получил одну жёлтую карточку.
28 января 2022 года был отдан в аренду в «Уолсолл». Дебют состоялся на следующий день в матче против «Бристоль Роверс». Всего за клуб сыграл 8 матчей.
1 июля 2022 года на правах свободного агента перешёл в «Суиндон Таун». Свой первый матч за клуб провёл против «Плимут Аргайл».
Также сыграл два матча за сборную Англии до 16 лет.